# Escuelas Públicas de Alamogordo
Las Escuelas Públicas de Alamogordo (Alamogordo Public Schools, APS) es un distrito escolar de Nuevo México. Tiene su sede en Alamogordo. Sirve Alamogordo, High Rolls, Holloman AFB, y La Luz.
A partir de 23 de mayo de 2014 el distrito tenía 5.853 estudiantes.